# Reto Hollenstein
Reto Hollenstein (Frauenfeld, 22 de agosto de 1985) es un ciclista suizo que fue profesional entre 2008 y 2023.

## Palmarés
2013
- 3.º en el Campeonato de Suiza Contrarreloj

2015
- 2.º en el Campeonato de Suiza Contrarreloj

2016
- 2.º en el Campeonato de Suiza Contrarreloj

2019
- 3.º en el Campeonato de Suiza Contrarreloj

## Resultados en Grandes Vueltas y Campeonatos del Mundo
| Carrera              | Carrera              | 2008 | 2009 | 2010 | 2011 | 2012 | 2013 | 2014 | 2015 | 2016 | 2017  | 2018 | 2019 | 2020 | 2021  | 2022  | 2023 |
| -------------------- | -------------------- | ---- | ---- | ---- | ---- | ---- | ---- | ---- | ---- | ---- | ----- | ---- | ---- | ---- | ----- | ----- | ---- |
|                      | Giro de Italia       | —    | —    | —    | —    | Ab.  | —    | —    | —    | —    | —     | —    | 94.º | —    | —     | 129.º | —    |
|                      | Tour de Francia      | —    | —    | —    | —    | —    | —    | Ab.  | 75.º | 97.º | 150.º | —    | —    | —    | 136.º | —     | —    |
|                      | Vuelta a España      | —    | —    | —    | —    | —    | —    | —    | —    | —    | —     | 55.º | —    | 72.º | —     | —     | —    |
| Mundial en Ruta      | Mundial en Ruta      | —    | —    | —    | —    | —    | —    | —    | —    | Ab.  | —     | —    | —    | —    | —     | —     | —    |
| Mundial Contrarreloj | Mundial Contrarreloj | —    | —    | —    | —    | —    | 51.º | —    | —    | 9.º  | 40.º  | —    | —    | —    | —     | —     | —    |

—: no participa

Ab.: abandono